# Embaixada da Coreia do Sul em Lisboa
A Embaixada da Coreia do Sul em Lisboa é a principal missão diplomática da Coreia do Sul em Portugal, aberta em 1975.

## História
A República da Coreia estabeleceu relações diplomáticas com Portugal em 15 de abril de 1961, tendo aberto a Embaixada da República da Coreia em Portugal em junho de 1975 e a Embaixada da República da Coreia em Portugal em agosto de 1988. Portugal é um parceiro diplomático bilateral da Coreia do Norte, que estabeleceu relações diplomáticas com Portugal em fevereiro de 1975 e abriu a Embaixada da Coreia do Norte em Portugal em junho de 1978, a qual foi encerrada em março de 1995 (substituída pela Embaixada da Coreia do Norte na Suécia). A cooperação política e económica com a Coreia do Sul tem sido reforçada desde outubro de 1993, altura em que o Presidente Mário Soares visitou a Coreia do Sul e realizou a primeira cimeira bilateral.
Os dois países assinaram um acordo comercial em 1977, seguido de um acordo geral de isenção de vistos em setembro de 1979, um acordo de cooperação económica, industrial e técnica em janeiro de 1985, um acordo cultural em novembro de 1990, um acordo de garantia de investimentos em agosto de 1996 e um acordo para evitar a dupla tributação em novembro de 1997. Portugal registou a taxa de crescimento económico mais elevada de todos os países europeus na década que se seguiu à sua adesão à União Europeia em 1986. O comércio também tem estado em expansão, com a Coreia do Sul a importar grandes quantidades de produtos eléctricos e electrónicos e de automóveis.